# Synagoge Beuthen
Koordinaten: 50° 20′ 57″ N, 18° 55′ 41″ O

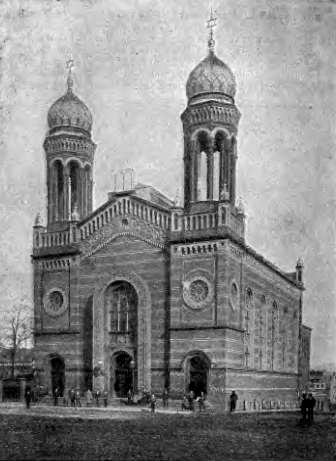
Synagoge Beuthen; Foto von 1904 (aus dem Buch Illustrierter Führer durch das Oberschlesische Industriegebiet)

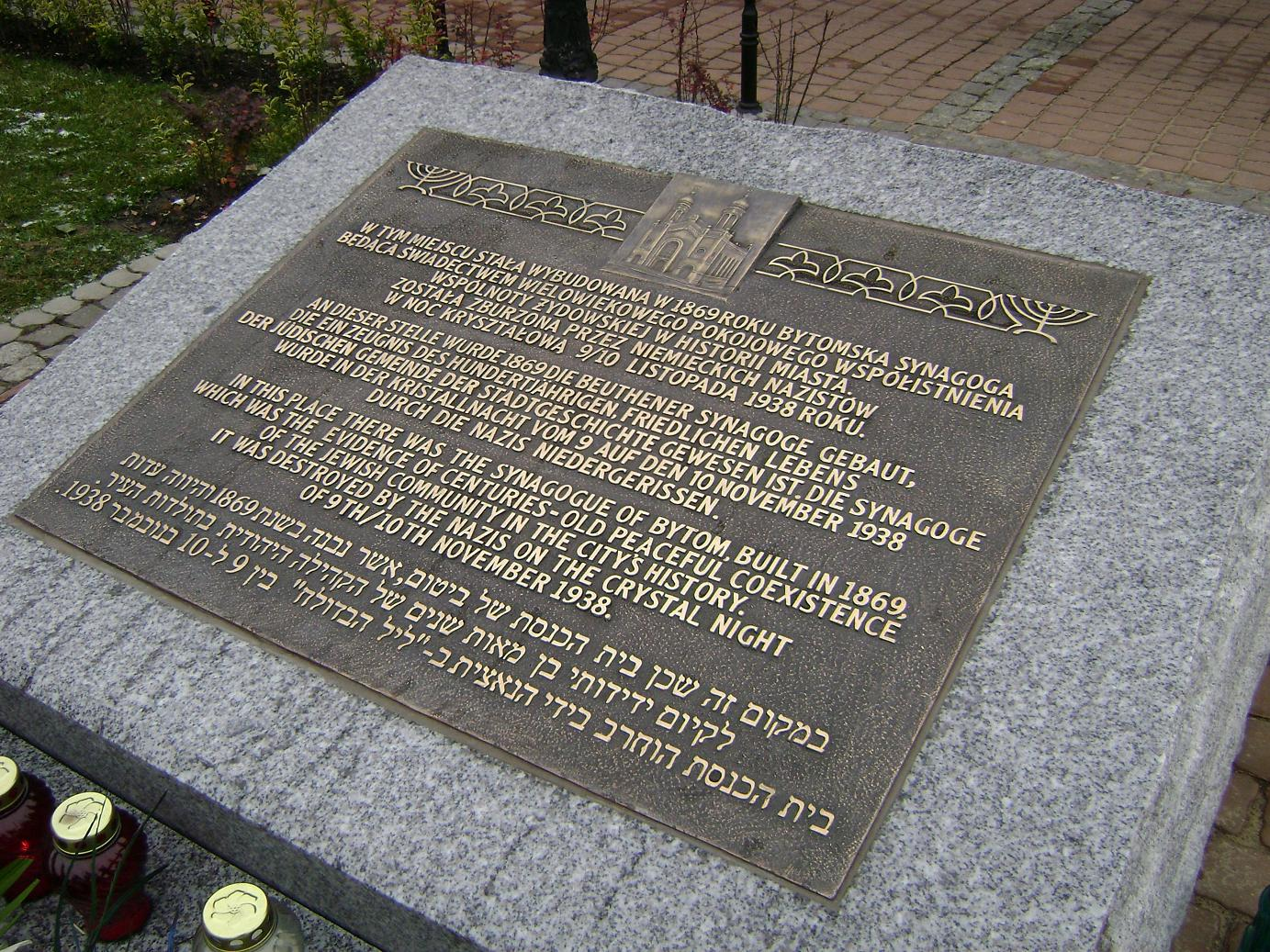
Gedenktafel mit Inschriften in Polnisch, Deutsch, Englisch und Hebräisch

Die Synagoge von Beuthen (polnisch Synagoga w Bytomiu) befand sich am damaligen Friedrich-Wilhelm-Ring (bzw. Friedrich-Wilhelm-Platz) in der oberschlesischen Stadt Beuthen (bzw. polnisch Bytom), die bis zum deutschen Überfall auf Polen 1939 eine deutsche Grenzstadt nahe der Zweiten Polnischen Republik war.

## Geschichte
Die Synagoge wurde im Jahr 1869 erbaut, wobei sie eine ältere ersetzte. Der Grundstein wurde am 25. Mai 1868 gelegt, die feierliche Eröffnung erfolgte am 2. Juli 1869 und die Einweihung am 2. Dezember desselben Jahres. Architekt war der Berliner Freuding, den Bauauftrag übernahm die Beuthener Firma Ritter. Dr. Felix Kopfstein, von Beruf Anwalt und Notar, wurde dort 1889 Rabbiner. Oberkantor war über 40 Jahre lang Hermann Davidsohn, der Vater von Magnus Davidsohn und Großvater von Ilse Stanley.
Die Synagoge wurde während der Novemberpogrome 1938 niedergebrannt. Zuvor hatte Joseph Goebbels am 7. November in Beuthen eine antisemitische Rede gehalten, in der er zur Vergeltung an den Juden aufrief. Diese mussten stundenlang vor ihrer brennenden Synagoge ausharren. Die Mitglieder der jüdischen Gemeinde von Beuthen gehörten zu den ersten Opfern der Schoah aus Deutschland: Sie befanden sich im ersten KZ-Transport und wurden am 15. Februar 1942 im „Bunker I“ im KZ Auschwitz I mit Gas ermordet.

## Gedenken
Am 9. November 2007, dem 69. Jahrestag der „Kristallnacht“, wurde an dem Ort eine Gedenktafel eingerichtet, die von dem Künstler Stanisław Pietrusę stammt und vom deutschen Auswärtigen Amt gefördert wurde. Die Enthüllung erfolgte in Anwesenheit des deutschen Konsuls Ludwig Neudorfer, des Beuthener Stadtpräsidenten Piotr Koj sowie Vertretern der jüdischen Gemeinde.